# Bedi Kartlisa
Bedi Kartlisa. Revue de Kartvélologie war eine internationale wissenschaftliche Zeitschrift zu Sprache, Kultur, Literatur, Kunst und Geschichte Georgiens, die von 1948 bis 1984 bestand. Ihr Name nahm Bezug auf das Gedicht Bedi kartlisa (ბედი ქართლისა; "Das Schicksal Georgiens") von Nikoloz Baratashvili; ihr Sitz war in Paris. 
Gegründet wurde Bedi Kartlisa von Kalistrate Salia und Nino Salia, zwei Emigranten aus der Sowjetunion.
Bis 1957 erschienen alle Artikel in georgischer Sprache, danach außerdem noch auf Französisch, Englisch und Deutsch.

Gefördert wurde die Zeitschrift von der Académie des sciences de l’Institut de France (Akademie der Wissenschaften), in deren Verlag sie auch erschienen ist. Bedi Kartlisa spielte eine sehr bedeutsame Rolle für die Entwicklung der Kartwelologie außerhalb Georgiens.
Zu den deutschsprachigen Autoren gehörten Heinz Fähnrich, Gertrud Pätsch und Karl Horst Schmidt. Pätsch gehörte zum Conseil scintifique (Wissenschaftlicher Beirat) der Zeitschrift.